# Championnat arabe des nations de futsal
La Coupe arabe de Futsal est une compétition de futsal annuelle créée et organisée par l'UAFA depuis 1998.
Cette compétition réunit dix équipes de nations membres de l’UAFA. La dernière édition s’est déroulée en 2023 en Arabie saoudite.

## Palmarès
| 1998 Détails | Égypte          | Égypte | 8 - 4  | Maroc  | Libye    | 6 - 2  | Palestine |
| 2005 Détails | Égypte          | Égypte | 5 - 1  | Maroc  | Liban    | 8 - 5  | Libye     |
| 2007 Détails | Libye           | Libye  | Groupe | Égypte | Liban    | Groupe | Maroc     |
| 2008 Détails | Égypte          | Libye  | 3 - 2  | Égypte | Jordanie | 4 - 1  | Liban     |
| 2021 Détails | Égypte          | Maroc  | 4 - 0  | Égypte |          |        |           |
| 2022 Détails | Arabie saoudite | Maroc  | 3 - 0  | Irak   |          |        |           |
| 2023 Détails | Arabie saoudite | Maroc  | 7 - 1  | Koweit |          |        |           |

## Bilan

### Par pays
| # | Pays     | Vainqueur | Finaliste | Troisième |
| - | -------- | --------- | --------- | --------- |
| 1 | Maroc    | 3         | 2         | 0         |
| 1 | Égypte   | 2         | 3         | 0         |
| 3 | Libye    | 2         | 0         | 1         |
| 4 | Liban    | 0         | 0         | 2         |
| 5 | Irak     | 0         | 1         | 0         |
| - | Jordanie | 0         | 0         | 1         |